# Ernie Grunfeld
Ernest "Ernie" Grunfeld (Satu Mare, 24 de abril de 1955) es un exjugador y entrenador de baloncesto de origen rumano y nacionalizado estadounidense que jugó 9 temporadas en la NBA. Con 1,98 metros de altura, lo hacía en la posición de escolta. Fue general manager en la franquicia de los Washington Wizards desde 2003 hasta 2019. Es el padre del también jugador de baloncesto Dan Grunfeld.

## Trayectoria deportiva

### Universidad
Jugó durante cinco temporadas con los Volunteers de la Universidad de Tennessee, en las que promedió 22,3 puntos y 6,6 rebotes por partido. Allí formó una pareja letal con la futura estrella de la NBA Bernard King, denominada por los aficionados "Ernie and Bernie Show", promediando entre ambos más de 40 puntos por partido, llegando a ser incluso portada de la revista Sports Illustrated en 1976.
En 1977 ganó el Premio al mejor Baloncestista Masculino del Año de la Southeastern Conference, siendo además incluido en el segundo mejor quinteto All-American. Finalizó su carrera siendo el máximo anotador de la historia de los Volunteers, con 2.249 puntos, siendo superado en 1993 por Allan Houston. En 1976 jugó con Tennessee el Torneo de Navidad del Real Madrid, ante el que perdieron la final por 113-103.

### Selección nacional
En 1975 fue convocado con la selección de baloncesto de Estados Unidos para disputar los Juegos Panamericanos de México, donde consiguieron la medalla de oro. Grunfeld promedió 12,2 puntos por partido.
Al año siguiente fue convocado por Dean Smith para disputar los Juegos Olímpicos de Montreal 1976, en los que ganaron nuevamente la medalla de oro. Jugó seis partidos, en los que promedió 3,5 puntos y 2,5 asistencias por partido.

### Profesional
Fue elegido en la undécima posición del Draft de la NBA de 1977 por Milwaukee Bucks, donde jugó dos temporadas, siendo la más destacada la 1978-79, en la que promedió 10,3 puntos y 4,4 rebotes por partido.
Antes del comienzo de la temporada 1979-80 de la NBA fue traspasado a Kansas City Kings a cambio de Richard Washington. En los Kings permaneció durante tres temporadas, consiguiendo los mejores registros de su carrera en la 1981-82, cuando promedió 12,7 puntos y 3,4 rebotes.
Tras convertirse en agente libre, en 1982 fichó por New York Knicks, donde se reencontraría con su compañero de universidad Bernard King. Allí asumió el papel de suplente en las cuatro temporadas que disputó en el equipo neoyorquino, jugando unos 16 minutos por partido. En su última temporada, la 1985-86 se convirtió en el tercer mejor lanzador de la liga de triples, logrando un destacado 42,6%, quedando solo por detrás de Craig Hodges y su compañero Trent Tucker.

### Entrenador y General Mánager
En la temporada 1990-91 fue entrenador asistente de los New York Knicks, antes de ser promocionado al cargo de Presidente y general manager. durante su mandato, el equipo llegó en 9 ocasiones consecutivas a las semifinales de conferencia, consiguió tres títulos de la División Atlántico y llegó en dos ocasiones a las Finales de la NBA.
En 1999 pasó a ocupar el mismo cargo en los Milwaukee Bucks, donde en las cuatro temporadas que permaneció el equipo consiguió más victorias en los play-offs que en los 12 años anteriores. Desde 2003 se hace cargo de los Washington Wizards.

## Estadísticas de su carrera en la NBA
| * | Líder de la liga |

### Temporada regular
| Año     | Equipo      | PJ  | PT | MPP  | %TC  | %3P  | %TL  | RPP | APP | ROB | TPP | PPP  |
| ------- | ----------- | --- | -- | ---- | ---- | ---- | ---- | --- | --- | --- | --- | ---- |
| 1977–78 | Milwaukee   | 73  | -  | 17.3 | .443 | -    | .657 | 2.7 | 2.0 | 0.7 | 0.3 | 6.9  |
| 1978–79 | Milwaukee   | 82* | -  | 21.7 | .493 | -    | .761 | 4.4 | 2.6 | 0.7 | 0.2 | 10.3 |
| 1979–80 | Kansas City | 80  | -  | 17.5 | .443 | .500 | .771 | 2.9 | 1.4 | 0.7 | 0.1 | 5.9  |
| 1980–81 | Kansas City | 79  | -  | 20.1 | .535 | .000 | .743 | 2.6 | 2.6 | 0.8 | 0.2 | 7.5  |
| 1981–82 | Kansas City | 81  | 11 | 23.4 | .511 | .143 | .821 | 2.2 | 3.4 | 0.9 | 0.5 | 12.7 |
| 1982–83 | New York    | 77  | 0  | 18.5 | .443 | .000 | .827 | 2.1 | 1.8 | 0.5 | 0.1 | 5.4  |
| 1983–84 | New York    | 76  | 6  | 14.7 | .459 | .222 | .771 | 1.6 | 1.4 | 0.6 | 0.1 | 5.2  |
| 1984–85 | New York    | 69  | 0  | 15.4 | .490 | .250 | .740 | 2.2 | 1.5 | 0.7 | 0.1 | 6.6  |
| 1985–86 | New York    | 76  | 0  | 18.4 | .417 | .426 | .833 | 2.7 | 1.6 | 0.5 | 0.2 | 5.4  |
| Total   | Total       | 693 | 17 | 18.6 | .477 | .337 | .770 | 2.6 | 2.0 | 0.7 | 0.2 | 7.4  |

### Playoffs
| Año     | Equipo      | PJ | PT | MPP  | %TC  | %3P  | %TL   | RPP | APP | ROB | TPP | PPP  |
| ------- | ----------- | -- | -- | ---- | ---- | ---- | ----- | --- | --- | --- | --- | ---- |
| 1977–78 | Milwaukee   | 7  | -  | 11.0 | .531 | -    | .800  | 1.6 | 2.4 | 0.4 | 0.1 | 5.4  |
| 1979–80 | Kansas City | 3  | -  | 10.7 | .556 | .000 | .333  | 0.3 | 0.0 | 0.3 | 0.0 | 3.7  |
| 1980–81 | Kansas City | 15 | -  | 42.2 | .488 | .500 | .806  | 4.2 | 5.9 | 2.0 | 0.6 | 16.8 |
| 1982–83 | New York    | 6  | -  | 19.7 | .441 | .000 | .947  | 1.3 | 1.7 | 1.2 | 0.3 | 8.0  |
| 1983–84 | New York    | 11 | -  | 7.6  | .478 | .000 | 1.000 | 0.8 | 0.5 | 0.2 | 0.0 | 2.4  |
| Total   | Total       | 42 | -  | 22.5 | .488 | .500 | .827  | 2.2 | 2.9 | 1.0 | 0.3 | 8.9  |